# Двуезичен текст
Двуезичен текст (Използвано също Билингва – от лат. bilinguis = двуезичен или Трилингва за триезичен) е писмен документ с текстове на два (или три) различни езика. В идеалния случай, съдържанието на разноезичните текстове е идентично.
Подобни надписи са особено ценни за изследователите, особено когато единият от двата езика дотогава не е бил известен и/или разбран, докато другият е познат. Ако текстът е достатъчно дълъг и съдържа идентични понятия и думи, позволява посредством известния език да се разшифрова неизвестния.

## Известни двуезични и триезични текстове

### Розетския камък
Един от най-прочутите триезични надписи е т.нар. Розетски камък, с чиято помощ е намерен ключът към разшифроването на египетските йероглифи. Надписите на него са били с йероглифи, на коптски език и на старогръцки език.

### Бехистунски надпис
Бехистунският надпис е триезична таблица на староперсийски, еламски и вавилонски. Текстът описва възкачването на персийския цар Дарий I. Надписът е открит, копиран и публикуван от Хенри Ролинсон (Henry Creswicke Rawlinson). Това спомага за окончателното разшифроване на клинописното писмо.

### Златните плочки от Пирги
При разкопки, проведени през 1964 г. край Пирги от Масимо Палотино (Massimo Pallottino) са открити три тънки златни плочки. Две от тях са на етруски, а третата – с паралелен текст на финикийски. Текстовете са с близко съдържание, но не и идентични. Посветени на богинята Астарта, което доказва финикийско присъствие на територията на етруските. Текстовете помагат за разбирането на етруския език и писменост.

### Двуезичните надписи от Каунос
Сравнително актуален пример за двуезичен надпис е откритието, направено край Каунос, Турция. Надписите са на два езика: старогръцки и карийски. Това е езикът на карийците – античен народ, живял в западна Мала Азия и споменат още от Омир. Дотогава карийският е бил известен от единични (едноезични) кратки надписи, които не са били преведени. В средата на 90-те години на 20 век, посредством двуезичните надписи от Каунос, учените успяват частично да разгадаят карийския език.